# Joost Cornelisz. Droochsloot

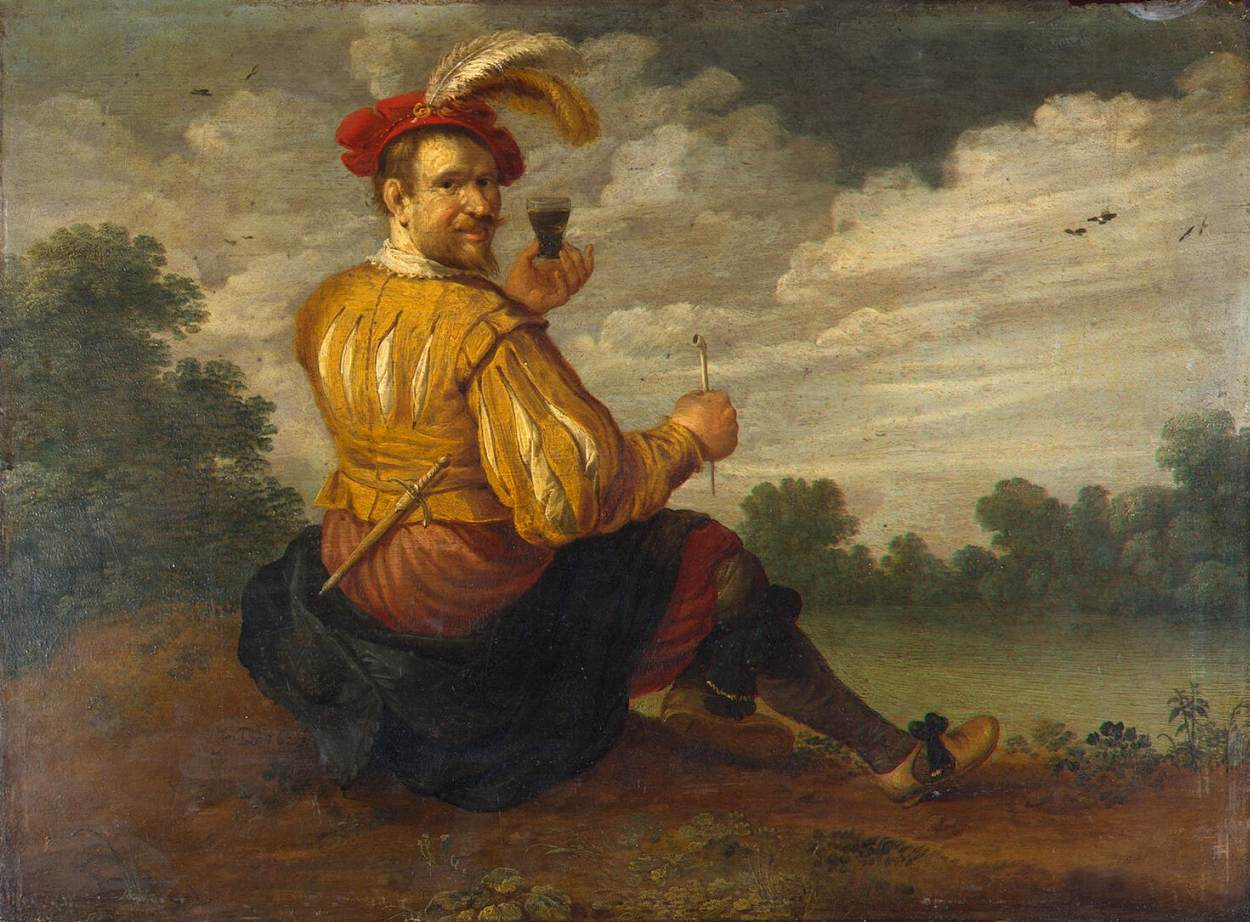
Autoportret, 1627

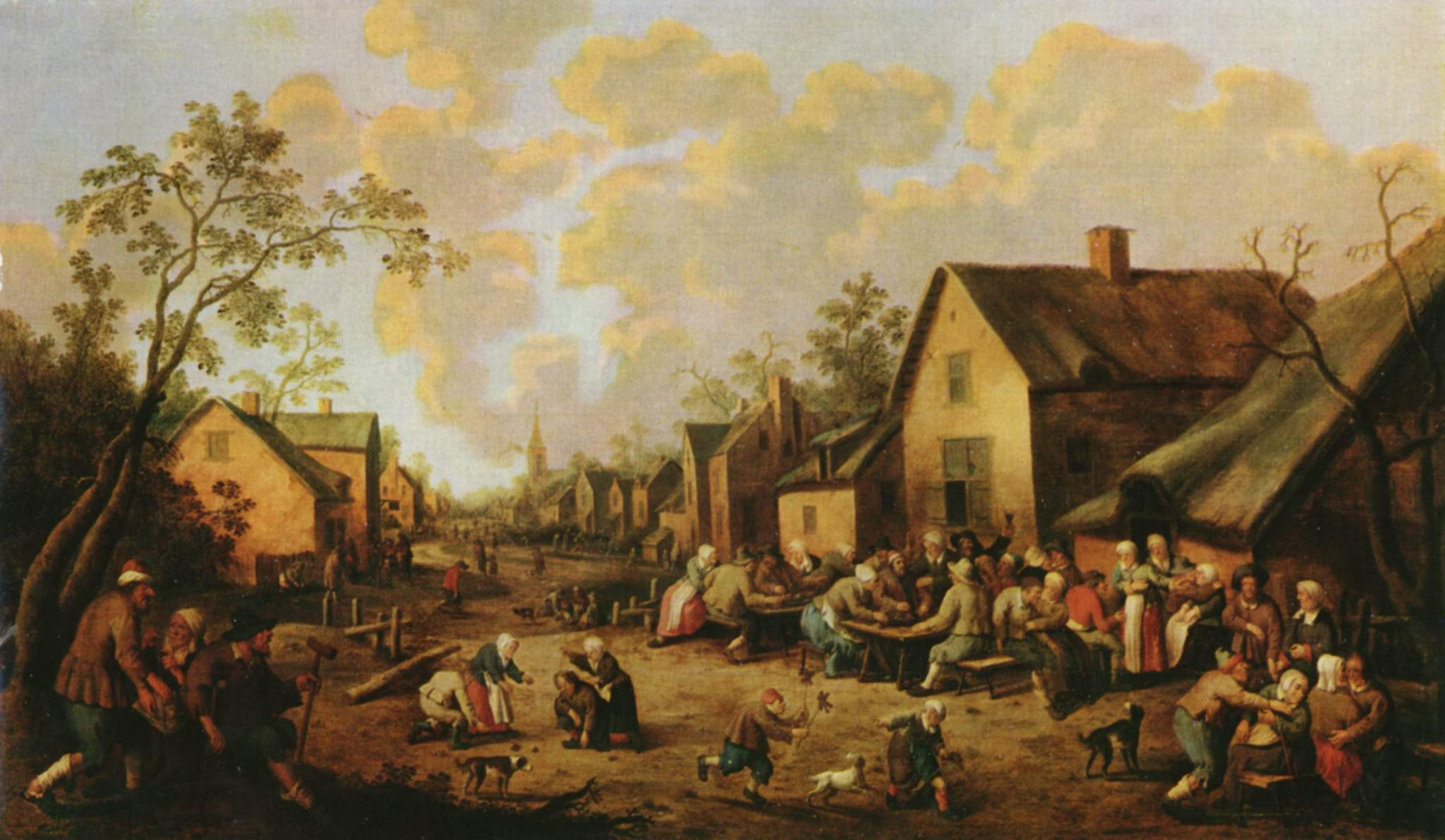
Uliczka wiejska (1654)

Joost Cornelisz. Droochsloot (ur. w 1586 w Utrechcie, poch. 14 maja 1666 tamże) – holenderski malarz okresu baroku.
Przez całe życie związany był z Utrechtem. Malował pejzaże oraz malownicze sceny rodzajowe. Jego uczniem był malarz rodzajowy Jacob Duck.

## Wybrane dzieła
- Autoportret na tle krajobrazu – St. Petersburg, Ermitaż,
- Kiermasz – Gandawa, Museum voor Schone Kunsten,
- Miasto – Utrecht, Centraal Museum,
- Pożar szpitala – Berlin, Gemaeldegalerie,
- Przypowieść o gościach weselnych – Utrecht, Centraal Museum,
- Rzeka – Amsterdam, Rijksmuseum,
- Szynk – Nantes, Musée des Beaux-Arts,
- Uczynki miłosierdzia – Praga, Galeria Narodowa,
- Uliczka wiejska – Budapeszt, Muzeum Sztuk Pięknych,
- Widok Utrechtu – Utrecht, Centraal Museum,
- Zima w holenderskim miasteczku – St. Petersburg, Ermitaż,
- Żołnierze plądrujący wieś – Utrecht, Centraal Museum.